# Tatzelwurm

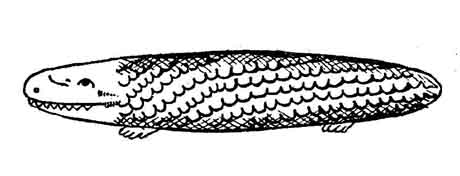
Podle některých svědectví vypadá tatzelwurm jako velká šiška.

Tatzelwurm (prackatý červ) je mytické zvíře, které by podle legendy mělo žít v odlehlých alpských údolích. Podle výpovědí svědků je to plaz nebo obojživelník dlouhý půl metru až metr, má válcovité šupinaté tělo s krátkýma nohama (někteří pozorovatelé uvádějí, že zadní pár chybí). Je to údajně dravec, napadá lidi i dobytek. Nejznámější případ objevení tatzelwurmů se stal roku 1799 v rakouské obci Unken, kde po jejich útoku údajně zemřel sedlák Hans Fuchs. V roce 1934 zveřejnil švýcarský fotograf Belkin snímek tatzelwurma, který byl označen za podvrh.